# Čeberlojevský okres

Čeberlojevský okres na hranicích s Dagestánem

Čeberlojevský okres (čečensky ЧӀебарлойн кӀошт, rusky Чеберлоевский район) se nachází v jihovýchodní horské oblasti Čečenské autonomní republiky Ruské federace, při hranicích s Dagestánskou republikou. Čeberlojevský okres sousedí s čečenskými okresy Šaroj, Itum-Kali, Šatoj a Vedeno a s Botlichským okresem v Dagestánu.

## Historie

### Vznik okresu
Čeberlojevský okres vznikl v roce 1925 v rámci administrativního rozčlenění Čečenské autonomní oblasti. Existoval jako samosprávný územní celek do roku 1929, posléze byl obnoven v roce 1935 v rámci Čečensko - Ingušské autonomní sovětské socialistické republiky. Správním střediskem okresu v letech 1926 - 1935 byla obec Makažoj, od roku 1935 pak Šaro-Argun.

### Přičlenění k Dagestánu a návrat
Na počátku roku 1944 v Čeberlojevském okrese žilo 16 982 obyvatel. Bylo zde 11 střediskových obcí a 160 hospodářských usedlostí a obydlených míst. V únoru 1944 okres zanikl po deportacích veškerého čečenského a ingušského obyvatelstva. Území Čeberlojevského okresu o celkové rozloze 52 500 hektarů bylo přičleněno k Botlichskému okresu Dagestánské ASSR a zůstalo v tomto svazku až do roku 1956.
V prosinci roku 1956 na zasedání státní komise pro obnovu Čečensko - Ingušské ASSR bylo navrženo ponechat území Čeberloevského okresu i nadále jako součást Dagestánu. Proti tomuto návrhu se zvedl odpor čečenských a ingušských zástupců. Výnosem prezidia Nejvyššího sovětu Ruské sovětské federativní socialistické republiky (RSFSR) byla 9. ledna 1957 obnovena Čečensko-Ingušská ASSR a její součástí se stal i Čeberloevský okres. Na území okresu se však jeho původní obyvatelé nesměli vrátit, bylo rozhodnuto, že pouze budou využívány zdejší horské pastviny pro potřeby státních statků a zemědělských družstev (sovchozů a kolchozů) ze sousedních okresů. Někdejší obyvatelé Čeberlojevského okresu po návratu z Kazachstánu a Kyrgyzstánu, kam byli v roce 1944 vysídleni, byli nuceni si najít nové domovy v nížeji položených obcích Čečenska, například v Šali a Urus-Martanu.

### Po rozpaduSSSR
Obnova Čeberlojevského okresu byla vyhlášena v roce 1992 vedením takzvané Čečenské republiky Ičkerie. V rámci Čečenské autonomní republiky Ruské federace byl Čeberlojevský okres spolu s dalším horským okresem Galan-Čož oficiálně obnoven až 18. října 2012 usnesením Parlamentu Čečenské republiky.
Necelé dva týdny po této události, dne 31. 10. 2012, navštívil obec Šaro-Argun a další místa v obnoveném Čeberlojevském okrese předseda Parlamentu Čečenské republiky D. Abdurachmanov. Na setkání s představiteli místních obcí a sousedních okresů Šatoj a Itum-Kali jednal o základních krocích, které je třeba vykonat pro obnovení života a infrastruktury v Čeberlojevském okrese. Předseda čečenského parlamentu se při této příležitosti setkal rovněž s režisérem Chusejnem Erkenovem a jeho filmovým štábem, který zde v té době natáčel historické drama "Приказано забыть" ("Rozkaz:Zapomeňte!") o událostech z roku 1944 a vyvraždění stovek místních obyvatel během deportace.